# Douglas Reed
Douglas Reed (1895-1976) fue un periodista y ensayista del Reino Unido.

## Obras
- The Burning of the Reichstag (1934)
- Insanity Fair: A European Cavalcade (Jonathan Cape, 1938)
- Disgrace Abounding (do., 1939)
- Fire and Bomb: A comparison between the burning of the Reichstag and the bomb explosion at Munich (do., 1940)
- Nemesis? The Story of Otto Strasser (do,1940)
- A Prophet at Home (do., 1941)
- All Our Tomorrows (do., 1942)
- Lest We Regret (do., 1943)
- The Next Horizon;: Or, Yeomans' Progress, novel (do., 1945)
- Downfall, play  (do., 1945)
- From Smoke to Smother (1938-1948): A Sequel to Insanity Fair (do., 1948)
- Somewhere South of Suez (do., 1949)
- Far and Wide: A further survey of the grand design of the twentieth century (do., 1951)
- The Battle for Rhodesia (HAUM, 1966)
- The Siege of Southern Africa, Macmillan Publishers, Johannesburg, 1974), ISBN 0-86954-014-9
- Behind the Scene (Part 2 of Far and Wide) (Dolphin Press, 1975; Noontide Press, 1976, ISBN 0-911038-41-8)
- The Grand Design of the 20th Century (Dolphin Press, 1977)
- Galanty Show, novel
- Reasons of Health, novel
- Rule of Three, novel
- Prisoner of Ottawa
- The Controversy of Zion (Veritas, 1985) Texto en línea